# Harry Buckwitz
Harry Buckwitz (* 31. März 1904 in München; † 27. Dezember 1987 in Zürich) war ein deutscher Schauspieler, Theaterregisseur und Theaterintendant. Er wurde vor allem durch seine Brecht-Inszenierungen weltweit bekannt.

## Leben

### Theaterschauspieler und Hotelier
Der in München geborene Kaufmannssohn Harry Buckwitz studierte Germanistik, Kunstgeschichte und Theaterwissenschaften, absolvierte anschließend eine Schauspielausbildung und bekam sein erstes Engagement bei den Münchner Kammerspielen. Ab 1925 arbeitete er an verschiedenen deutschen Bühnen in Recklinghausen, Bochum, Mainz, Freiburg und Augsburg.
1937 wurde Buckwitz als „Halbjude“ aus der Reichstheaterkammer ausgeschlossen, was faktisch einem Auftrittsverbot gleichkam, und arbeitete fortan im internationalen kaufmännischen Bereich. Zu Beginn des Zweiten Weltkriegs als Hotelier im ostafrikanischen Tanganjika tätig, wurde er dort 1940 von den Alliierten kurzzeitig interniert, dann aber auf eigenen Wunsch hin in die Heimat entlassen. Ab 1941 war Buckwitz Direktor des Savoy-Hotels in Łódź; 1944 meldete er sich zur Wehrmacht und blieb bis Kriegsende beim Militär.

### Frankfurter Generalintendanz
Nach dem Krieg wurde Buckwitz ab 1946 zunächst Verwaltungsdirektor bei den Münchner Kammerspielen, bevor er 1951 als Generalintendant an die Städtischen Bühnen in Frankfurt am Main wechselte, denen er in der Folgezeit zu großem Publikumszuspruch verhalf. 1952 holte er Georg Solti als Generalmusikdirektor an die Frankfurter Oper. Der im Dezember 1963 eingeweihte Doppelbau des Frankfurter Opern- und Schauspielhauses am heutigen Willy-Brandt-Platz beruhte konzeptionell maßgeblich auf seinen Anregungen. 1962 wurde Buckwitz Vizepräsident der Deutschen Akademie der Darstellenden Künste; auf seine Anregung hin nahm die zuvor in Hamburg beheimatete Akademie fortan ihren Sitz in Frankfurt (bis 2004). 1966 wurde Buckwitz zu ihrem Präsidenten gewählt.
In seiner Frankfurter Zeit widmete sich Buckwitz vor allem der Inszenierung von Stücken Bertolt Brechts und war besonders mit dessen Der kaukasische Kreidekreis (1955) und Mutter Courage (1958) erfolgreich; daneben kamen vor allem zeitgenössische Autoren wie Friedrich Dürrenmatt, Max Frisch, Rolf Hochhuth, Eugene Ionesco, Arthur Miller, Jean-Paul Sartre und Tennessee Williams teils erstmals in Deutschland zur Aufführung. Mit seinen Programmen versuchte er dabei gezielt, neue Bevölkerungsschichten für das Theater zu interessieren, und erreichte mit seinen Programmen eine Sitzplatzauslastung von bis zu 90 Prozent; Kritiker des Spielplans warfen ihm indessen vor, „kommunistische Propaganda“ zu verbreiten. Nebenher führte Buckwitz auch bei einigen Fernsehverfilmungen von Theaterstücken Brechts Regie. So inszenierte er in seinen letzten aktiven Jahren am Hamburger Ernst Deutsch Theater, den Kaukasischen Kreidekreis und Der gute Mensch von Sezuan. In beiden Inszenierungen besetzte er Angélique Duvier für die weibliche Hauptrolle.
Nach gesundheitlichen Problemen und aufgrund von Haushaltsstreitigkeiten mit der Stadt Frankfurt trat Buckwitz im Januar 1967 von seinem Amt als Generalintendant zurück und schied mit Vertragsende im August 1968 aus.

### Schauspieldirektor in Zürich
Von 1970 bis 1977 war Buckwitz Direktor des Schauspielhauses Zürich. Seine dortige Ernennung führte im Frühjahr 1970 zu einer heftigen Kontroverse mit dem Journalisten Hans Habe, der ihm in einem Artikel für die Wochenzeitung Welt am Sonntag vorwarf, einst Gefolgsmann Hitlers gewesen zu sein. Habe stützte sich dabei auf Zitate aus der Schrift Heimkehr: Vertrieben aus deutschem Land in Afrika, die 1940 vom Reichskolonialbund unter Buckwitz’ Namen veröffentlicht worden war. Buckwitz selbst entgegnete, Teile seines 1940 bei der Rückkehr aus der Internierung in Tanganjika in einem Lager bei Berchtesgaden verfassten Manuskripts seien vor der Veröffentlichung ohne sein Wissen verändert worden, während im Gefolge unter anderem Friedrich Dürrenmatt und Rolf Hochhuth Partei für Buckwitz ergriffen. Mit einem Vertrauensvotum des Verwaltungsrats des Zürcher Schauspielhauses wurde Buckwitz im Amt bestätigt, das er bis 1977 ausfüllte.

### Späte Jahre
Im Dezember 1977 war Buckwitz als Schauspieler in der Rolle des Kardinals Concha in dem deutschen Fernsehfilm Der Tod des Camilo Torres oder: Die Wirklichkeit hält viel aus (Regie: Eberhard Itzenplitz) zu sehen. Danach arbeitete Buckwitz bis zu seinem Tod als freier Regisseur. Auf seinen ausdrücklichen Wunsch hin wurde Buckwitz nicht in seinem letzten Wohnort Zürich, sondern in Frankfurt am Main bestattet. Sein umfangreicher schriftlicher Nachlass befindet sich heute im Archiv der Akademie der Künste in Berlin.

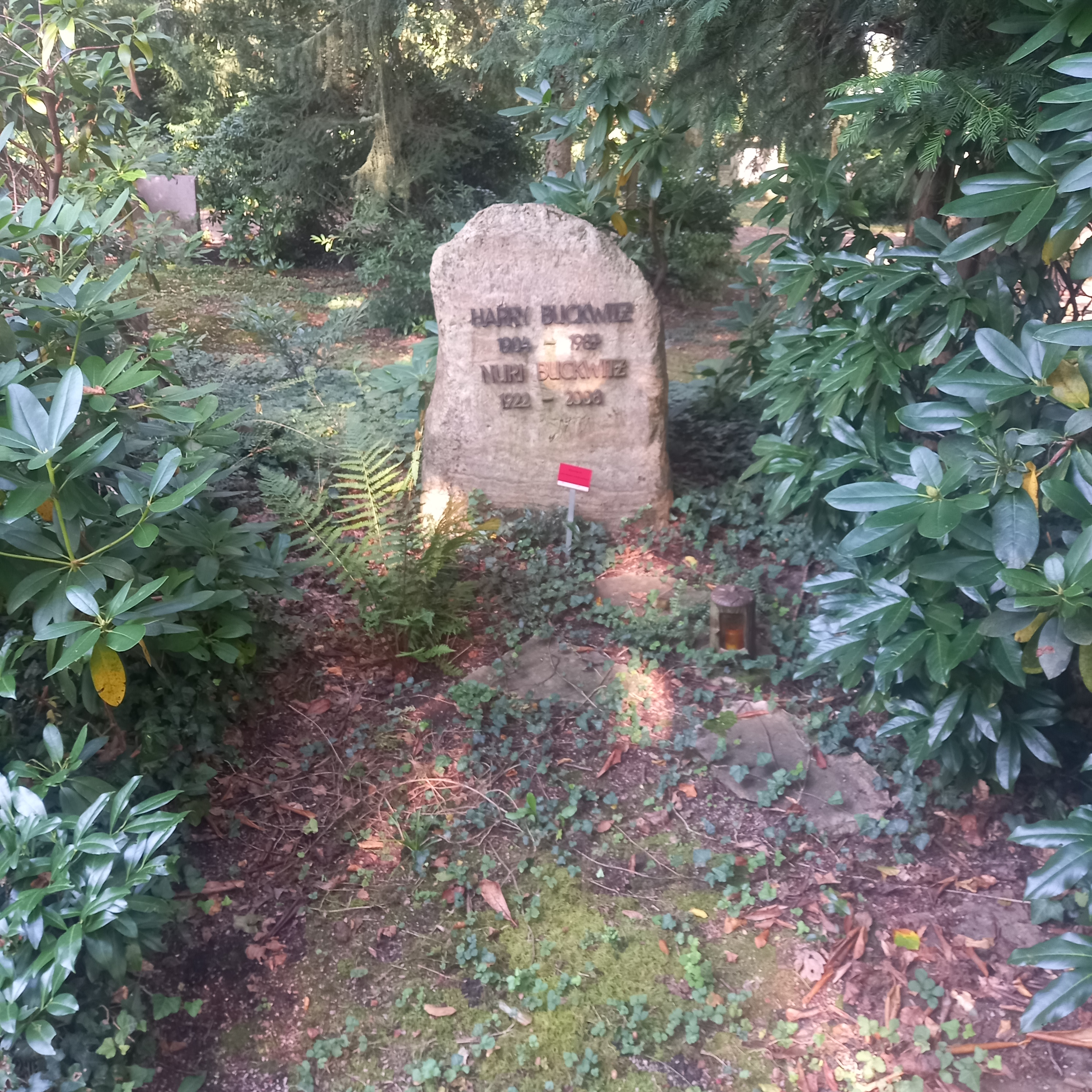
Das Grab von Harry Buckwitz und seiner Ehefrau Nuri auf dem Waldfriedhof Oberrad in Frankfurt am Main

## Mord an Betsy Buckwitz
In der Nacht vom 10. zum 11. Juni 1989 wurde Harry Buckwitz’ geschiedene Ehefrau Margarethe „Betsy“ Buckwitz (geb. Sajowitz) in ihrem Haus in Königstein im Taunus Opfer eines Raubmordes; der Fall erregte überregionales Aufsehen und wurde im Februar 1990 auch im Rahmen der ZDF-Fernsehfahndungssendung Aktenzeichen XY... ungelöst als Filmfall behandelt. Der zwischenzeitlich anderweitig straffällig gewordene und deshalb 2007 verurteilte Täter wurde im August 2008 aufgrund einer routinemäßigen DNA-Analyse überführt und nach einem fünf Verhandlungstage dauernden Indizienprozess am 30. April 2009 wegen Mordes zu lebenslanger Freiheitsstrafe verurteilt.

## Ehrungen
- 1964: Goetheplakette der Stadt Frankfurt am Main
- 1964: Großes Bundesverdienstkreuz